# 松代温泉
松代温泉（まつしろおんせん）は、長野県長野市松代地区にある温泉である。かつては加賀井温泉（かがいおんせん）とも呼ばれた。
本項では、温泉名としての松代温泉に続いて、長野県長野市の町丁としての松代温泉についても述べる（#地名（大字）としての松代温泉）。

## 温泉名としての松代温泉

### 泉質

#### 源泉井
松代温泉には、複数の源泉井が存在する。ただ、松代温泉の全ての源泉井は、尼厳山の西麓に位置する。これらの源泉は、付近で発生した地震によって影響を受けてきた。なお、2020年現在、松代温泉における主要な源泉は「新3号泉」であり、集中管理して複数の温泉施設で利用している。新3号泉から引湯している施設としては、例えば、松代荘や老人憩いの家、海津荘、松代温泉公民館、尚和寮が挙げられる。

#### 新3号泉
主力の源泉井である「松代温泉新3号」は、長野県長野市松代町東条字長礼177-1 に位置する。これは、従前より有った「3号源泉」が、松代地震の影響で状態が悪化したために、掘削し直した源泉井である。
松代温泉の新3号泉について、2008年1月23日にも分析が実施された。溶存成分の合計の濃度は、16.47 (g/kg)であったため、日本の温泉の分類では「高張性」の温泉に分類される。加えて、外気温1&bsnp;℃の条件で、新3号泉の湧出時のpHは6.7であり、その温度は45.2 ℃であったため、これらを併せて、日本の温泉の分類では「高張性中性高温泉」に分類される。
なお、この新3号泉は人工的に掘削した源泉ながら自噴しているものの、これは新3号泉の温泉水に953.6 (mg/kg)の遊離した二酸化炭素が含有されており、その圧力が地下で上昇した際に吹き出すため、間欠的な自噴が発生している。その平均湧出量が、720 (L/分)である。参考までに、湧出時の湯色は無色透明だが、湧出後は次第に変色する。
泉質分類では、含有される陰イオンに塩化物イオンが最も多いため塩化物泉に分類されるものの、二酸化炭素が遊離してくる事からも明らかなように、炭酸水素イオンも多く含まれている。加えて、陽イオンでは、マグネシウムイオンとカルシウムイオンも多く含有している。したがって、地上に湧出して圧力が低下して二酸化炭素が抜けると、炭酸水素イオンは炭酸イオンに変わり、特にカルシウムイオンとは水に不溶性の沈殿を形成する。このため、この新3号泉の湯を張った浴槽などには、石灰華が沈着する。
これ以外に、新3号泉には陽イオンとして、2価の鉄イオンも、20.7 (mg/kg)の濃度で含有されている。したがって、新3号泉は含鉄泉でもある。このため、新3号泉の泉質は「含鉄(II)-Na：Ca-塩化物泉」と表記される。
以上のような組成であるため、源泉をヒトが官能試験すると、強い塩味を感じ、鉄の味も感じられ、さらに、炭酸の酸味が感じられる。
ところで、2価の鉄イオンは、その化学的性質から明らかなように、湧出後に空気中の酸素によって容易に酸化され、酸化鉄へと変化してゆく。この関係で、新3号泉の湯を張った浴槽の湯色は、茶褐色である。なお、酸化鉄は水に不溶性であり次第に沈殿する。これが石灰華の中にも取り込まれて混じるため、元来の炭酸カルシウムは白色だが、浴槽などに沈着した石灰華も茶褐色を帯びている。

#### その他の源泉井
新3号泉以外に、当地の源泉井には次の物が挙げられる。
加賀井温泉1号
当地最古の源泉である。二酸化炭素の高い圧力により、湯の噴出が見られる。
加賀井温泉2号
松代群発地震の影響で噴湯した。しかし、陥没被害の拡大を防ぐため放棄され、埋め立てられた。
加賀井温泉3号
松代温泉新3号から北へ240メートル、尼巌山の裾野に位置する。泉質は新3号と同じである。一陽館が引湯している。
松代温泉新1号・旧1号
泉質は「加賀井温泉3号」に似ている。ただし、新1号はフッ素イオンやメタホウ酸に富み、旧1号はカルシウムや遊離炭酸に富む。「寿楽苑」が長野市開発公社から借用して、新1号源泉から引湯している。
松代温泉2号
旧・松代町による温泉開発で掘削された。しかし、川に放流しているだけで、利用されていない。
松代温泉観測井
松代荘の敷地内に有り、保健保養センターが引湯している。松代群発地震の震源付近の岩石の様相を調査すべく、1969年から1970年にかけて、1934メートルの深さまでボーリング調査した結果できた源泉井である。この際に採取された岩石は、互いに擦れ合って、まるで鏡のようになっていた。この調査で、深さ200ないし400メートルの範囲、および、深さ1320メートル付近から温泉の湧出が確認された。なお、アメリカ合衆国において深井戸に廃水を注入した結果、地震が発生した事例が有ったため、その検証として高圧の水を注入する実験も行われたが、明確な結果は得られなかった。
松代温泉児玉の湯
1996年7月の時点で、泉温は28 ℃で、日本の温泉の分類では「中性」と分類されるpHであった。代官町に有った公衆浴場が、ここから引湯していた。

### 温泉街

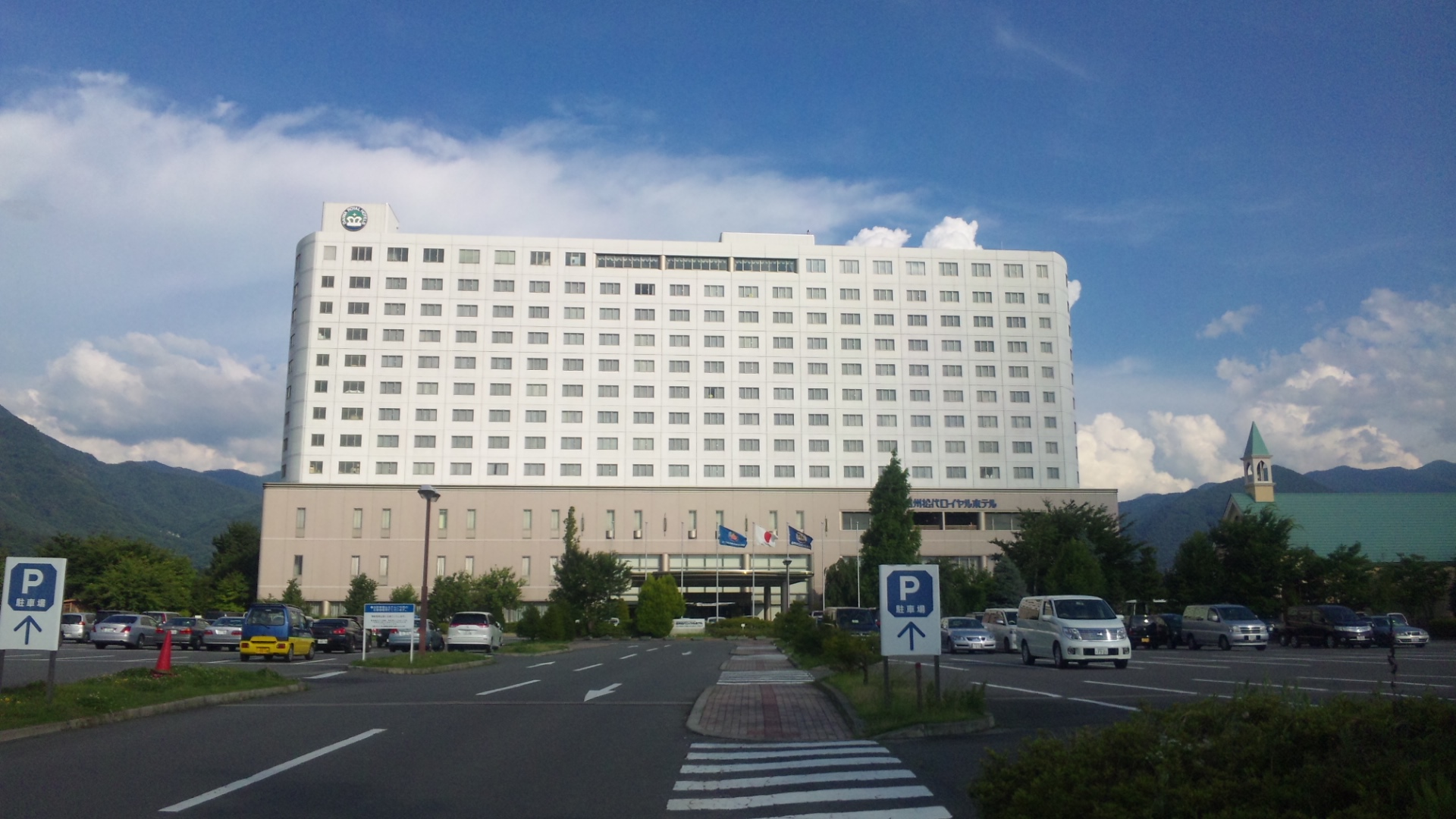
メルキュール長野松代リゾート＆スパ（旧・信州松代ロイヤルホテル）
1996年にオープンした。平日はシティホテル、休日はリゾートホテルと2つの顔を持つ。

宿泊施設は「メルキュール長野松代リゾート＆スパ」（長野市松代町西寺尾1372-1）、黄金の湯「松代荘」（長野市松代町東条3541）の2軒が有る。

#### 温泉施設
日帰り入浴施設としては「松代温泉公民館」（長野市松代温泉151-2）や、「一陽館」（長野市松代町東条55）が有る。松代温泉の日帰り入浴料金をセットにした、長野駅から松代温泉間の路線バス往復切符も販売されている。なお、宿泊施設であっても、日帰り入浴が可能な施設も有る。
また「寿楽苑」や「老人憩いの家」、「海津荘」（母子休養ホーム）、「尚和寮」（老人ホーム）、デイサービスセンター、保健保養センターといった施設が引湯して、温泉を利用している。

#### アクセス
最寄りの高速道路のインターチェンジは、上信越自動車道の長野インターチェンジである。

### 歴史
古くは鎌倉時代の僧侶であった日蓮上人が入浴したとされ、戦国時代には武将の武田信玄が隠し湯としていたという。
1766年に、当地を治めていた松代藩の藩主に対し、地元の村長らが出した願いにより温泉場が開設された。真田家の内室も入浴したと伝わる。松代温泉のかつての呼称であった加賀井温泉という名称は、1805年に、当時の加賀井村の村人が松代藩に願い出て温泉を開設した事に由来する。なお、この加賀井温泉という呼称は、現在でも「一陽館」が用いている。
その後、温泉地としては一旦廃れたものの、1822年に再び願い出て再興された。これに対して、かつては松代町東寺尾や鳥打峠の麓にも温泉が有ったものの、そちらは廃れて残っていない。
1965年以降、数年間続いた松代群発地震の影響で、町の至る所で湧水が見られ、温泉の湧出量も増加した。これは、この地震の原因が水噴火であるとする説を裏付けているとされる。

## 地名（大字）としての松代温泉
松代温泉は、長野県長野市の町丁の1つでもある。尼巌城の有る尼巌山の西麓に位置する住宅団地である。

### 沿革
- 1977年（昭和52年） - 長野市松代町東条の一部から長野市松代温泉が成立[16]。12月16日より宅地の分譲が開始された[25]。
- 1981年（昭和56年） - 台風15号による集中豪雨で床上・床下浸水多数[16]。
- 1982年（昭和57年） - 台風18号による集中豪雨で全戸床上浸水。その後、対策として排水ポンプや堤防の整備を実施。工事費は3億7000万円であった[16]。

### 交通
鉄道路線
長野電鉄屋代線が廃止されて以降、近隣に鉄道路線や鉄道駅は無い。
道路
地区内の道路は格子状に張り巡らされているものの、国道や県道は無い。なお、地区の西を上信越自動車道が通過している。
路線バス
地区内を走るバス路線は無く、南の「松代柳町」、西の「東寺尾」が最寄りのバス停である。なお「松代温泉」バス停は地区から少し離れた国民宿舎「松代荘」正門に置かれている。

### 施設
- まきば保育園
- 松代温泉団地東公園 - まきば保育園に隣接。
- 松代温泉公民館 - 日帰り入浴可。
- 加賀井排水機場

## 松代温泉に関連する作品
- 『転校生-さよなら あなた-』 - 2007年公開の日本映画であり、一陽館でロケが行われた[26][27][28]。
- 『世紀末オカルト学院』 - 2010年公開のテレビアニメであり、信州松代ロイヤルホテルでロケが行われた[29][30]。
- 『殿、利息でござる!』 - 2016年公開の日本映画であり、一陽館でロケが行われた[31]。
- 『湯けむりドクター華岡万里子の温泉事件簿』 - 松代温泉の女医が殺人事件に立ち向かうテレビドラマ（2時間ドラマ）シリーズである[32][33]。